# Bruno Bigoni
Bruno Bigoni (Milano, 28 giugno 1950) è un regista, sceneggiatore, produttore cinematografico e produttore televisivo italiano.

## Biografia
Ha seguito studi umanistici, laureandosi a Milano in lettere e filosofia con indirizzo cinematografico con una tesi su François Truffaut. Nel 1972 è tra i fondatori del Teatro dell'Elfo. 
Nel 1981, insieme con Kiko Stella, Silvio Soldini, Giancarlo Soldi e Luca Bigazzi, crea la produzione indipendente Filmmaker, che confluisce poi nella cooperativa Indigena.
Regista per la Rai e per Mediaset, è socio della casa di produzione Minnie Ferrara & Associati S.r.l.
Nel 1987, il suo cortometraggio documentario Nome di battaglia: Bruno vince il primo premio al Festival du nouveau cinéma di Montreal e al Salso Film & TV Festival, e nel 1988 il premio Film-Maker. Il suo lungometraggio Veleno nel 1993 è in concorso al Festival del cinema di Locarno e vince il premio Casa Rossa 1994 per il miglior film indipendente italiano al Bellaria Film Festival. Nel 1995, il suo documentario Oggi è un altro giorno – Milano 1945/1995, diretto in coppia con Giuseppe De Santis, vince il premio Libero Bizzarri, sezione ItaliaDoc. Vincerà nuovamente lo stesso premio nel 2002 col film Cuori all'assalto - Storia di Raffaele e Cristina. Nel 1997, il suo corto Amleto... frammenti riceve una menzione speciale dalla Federazione italiana dei cineclub alla 54ª Mostra internazionale d'arte cinematografica di Venezia.
Attivo principalmente come documentarista, realizza film sullo sbarco di Anzio (My War Is Not Over, vincitore del premio miglior documentario italiano al Roma Cinema Doc, del premio al miglior film documentario all'Asti Film Festival e candidato ai Nastri d'argento 2018 nella sezione Cinema del reale), Arthur Rimbaud (Chi mi ha incontrato, non mi ha visto), il mar Mediterraneo (Il colore del vento), presentato al Festival internazionale del film di Roma e vincitore del premio Per Mare al Sole Luna Doc-film Festival, Fabrizio De André (Faber), i pescatori di Pozzuoli (Cuori all'assalto - Storia di Raffaele e Cristina). Ritorna inoltre a esplorare gli argomenti di Comizi d'amore di Pier Paolo Pasolini (Comizi d'amore 2000) e dirige Riccardo, un adattamento cinematografico del Riccardo III di William Shakespeare, interamente realizzato con detenuti e guardie del carcere maschile di Bollate (presentato al Locarno Festival nel 2004).

## Teatro

### Attore
- Zumbì di Augusto Boal e Gianfrancesco Guarnieri, regia di Gabriele Salvatores, Teatro dell'Elfo di Milano (1972)
- Bertoldo a corte di Massimo Dursi, regia di Gabriele Salvatores, Teatro dell'Elfo (1974)
- Pulcinella nel giardino delle meraviglie, testo collettivo, regia di Gabriele Salvatores, Teatro dell'Elfo (1975)
- 1789, scene della rivoluzione francese di Ariane Mnouchkine, regia di Gabriele Salvatores, Teatro dell'Elfo (1975)
- Dracula il vampiro di Elio De Capitani, Ida Marinelli, Gabriele Salvatores, da Bram Stoker, regia di Gabriele Salvatores, Teatro dell'Elfo (1979)

### Regista
- Verde di Remo Binosi, maratona di Milano Estate (2001)
- Volpone, IULM Theatre (2011)
- Il condominio, IULM Theatre (2012)
- Storie di invertebrati di Bruno Bigoni, Riccardo Magherini e Maria Eugenia D’Aquino, Pacta Salone, Milano (2017)[20]

## Filmografia

### Regista

#### Cortometraggi
- Spaccati (1979)
- L'attesa (1980)
- La magia (1980)
- Nothing (1985)
- Nel lago (1986)
- Nome di battaglia: Bruno (1987)
- Il mondo chiuso (1988)
- Confine incerto (1988)
- Zanzare (1989)
- Lux interior (1989)
- Jamaica (1990)
- Stanza One-Eleven (1991)
- Le lacrime amare di Petra (1992)
- L'origine della ferita (1994)
- Oggi è un altro giorno – documentario (1995)
- Belli sciallati (1996)
- Il cerchio (1996)
- L'agnello di Dio (1996)
- Nothing is Real - Appunti su Nirvana, co-regia Giuseppe Baresi – documentario (1996)
- Amleto... frammenti (1997)
- Scene da Pinocchio (1998)
- In tutto questo niente, co-regia con il Collettivo 57 dello IULM di Milano (2012)
- Fino a quando l'ultimo - Sulcis, storia di una resistenza operaia (2018)

#### Documentari
- Italia '90 - Lavori in corso (1990)
- Faber, co-regia Romano Giuffrida (1999)
- Comizi d'amore 2000 (2000)
- I sogni degli Elfi - Viaggio nella storia del Teatro dell'Elfo (2000)
- Cuori all'assalto - Storia di Raffaele e Cristina (2003)
- Riccardo (2004)
- Chiamami Mara (2005)
- Don Chisciotte e... (2006)
- L'attimo assoluto (2009)
- Il colore del vento (2010)
- Milano 55,1 - Cronaca di una settimana di passioni (2011)
- Sull'anarchia (2014)
- Chi mi ha incontrato, non mi ha visto (2016)
- My War Is Not Over (2017)

#### Lungometraggi
- Live, co-regia con Kiko Stella (1983)
- Occasioni di shopping, episodio del film Provvisorio quasi d'amore (1988)
- Veleno (1993)
- Illuminazioni (2004)[21]
- Voglio vivere senza vedermi, co-regia con Francesca Lolli (2019)
- Cinque stanze (2022)

#### Televisione
- La squadra – serie TV, episodi 2x11-2x17-3x4-3x10 (2001-2002)

## Pubblicazioni
- Bruno Bigoni, Farefilmnovantasei: ontogenesi nel cinema, Euresis Edizioni, 1996, ISBN 8887112002.
- Bruno Bigoni, Romano Giuffrida, Fabrizio De André. Accordi eretici, Rizzoli, 2008, ISBN 8817024104.